# Ligia italica
Ligia italica är en kräftdjursart som beskrevs av Johan Christian Fabricius 1798. Ligia italica ingår i släktet Ligia och familjen gisselgråsuggor. Inga underarter finns listade i Catalogue of Life.